# Tanz der Vampire
Tanz der Vampire (o Dance of the Vampires, en l'adaptació de Broadway) és un musical basat en la pel·lícula homònima de 1967 de Roman Polanski. Polanski també va dirigir la producció original alemanya del musical. La música és de Jim Steinman i està orquestrat per Steve Margoshes, i el llibret original alemany i les lletres són de Michael Kunze.
Encara que els fans de Steinman afirmen que és el seu major èxit, prop d'un 70% del musical va ser reciclat de projectes anteriors, principalment dels seus musicals menys coneguts The Dream Engine i The Confidence Man (escrits amb Ray Errol Fox), i també la música de peces conegudes com a "Total Eclipse of the Heart",rebatejada com "Totale Finsternis"; i la melodia d'una cançó de Bat Out Of Hell II anomenada "Objects in the Rear View Mirror May Appear Closer Than They Are", aquí anomenada "Die Unstillbare Gier".

## Produccions
Tanz der Vampire s'estrenà al Raimund Theater de Viena el 4 d'octubre de 1997. Va ser dirigida per Roman Polanski. El 1998 guanyà el Premi Image a Millor Musical, Millor Partitura i Millor Llibret. La producció tancà el 15 de gener del 2000. Es va realitzar un enregistrament complet de la producció.
A Alemanya s'estrenà a Stuttgart el 31 de març del 2000; i també s'ha representat a Hamburg, Berlín i Oberhausen. Està previst que el 2009 torni a Viena.
També s'han realitzat produccions a Tallinn, (Vampiiride Tants), Varsòvia (Taniec Wampirów), Budapest (Vámpírok Bálja ) i Tokio (2006), Berlín (2006), Oberhausen (2008), Viena (revival el 2009), Stuttgart (revival el 2010), Antwerpen (2010), Seinäjoki (2011), San Petersburg (2011), Berlin (2011 revival) i Nitra (2011). S'ha anunciat la seva estrena a París, amb funcions des del 17 d'octubre de 2014 fins al 5 de juliol de 2015.

### Broadway
L'espectacle va ser extensivament reescrit per la producció de Broadway, que era protagonitzada per Michael Crawford en el paper de von Krolock, sent la primera vegada que tornava a actuar a Nova York des de The Phantom of the Opera. Curiosament, Steve Barton, el von Krolock original també havia protagonitzat  The Phantom of the Opera amb Crawford tant a Londres com a Nova York. El musical va ser dirigit per John Rando (director de Urinetown), sense Polanski. La música i les lletres de la versió anglesa van ser reescrites per Jim Steinman, i el guió va ser signat per Michael Kunze, Jim Steinman i David Ives. S'estrenà el 18 d'octubre del 2002 i tancà el 25 de gener de 2003, després de 61 funcions prèvies i 56 funcions oficials.
Els productors del xou volien una reescriptura amb una perspectiva encara més còmica, en lloc d'adaptar directament la versió austríaca (tot i el seu èxit), així que contractaren a l'escriptor de comèdies David Ives per fer un nou llibret, sent aquest revisat i rearranjat per Cradword, que tenia control creatiu. Crawford també acordà que havia de ser una comèdia segons l'estil de Mel Brooks. El resultat va ser una versió alterada amb un munt d'humor més bast que diferia enormement de l'espectacle original.
Aquest humor rebé algunes rialles i moltes crítiques. Després que Steinman fos acomiadat de la producció per protestar per la direcció que aquest havia pres, la versió anglesa afegí un munt de material nou de les lletres anteriors de les seves cançons. La crítica s'acarnissà principalment amb la tasca de Crawford com a von Krollock.
Dance of the Vampires és un dels majors fracassos financers de la història de Broadway, amb unes pèrdues d'uns $12 milions, superant fins i tot a l'infame musical Carrie. Steinman mostrà el seu rebuig al resultat negant-se a assistir a l'estrena i escrivint al seu blog que era una pila de merda ("DOTV as we know was UTTER SHIT!").

## Sinopsi
Primer Acte
Alfred, un jove científic, és l'ajudant d'un excèntric professor a una expedició a Transsilvània. El professor, un vell viu anomenat Abronsius, ha fet com a tasca de la seva vida provar l'existència dels vampirs i per mantenir el gènere humà lliure. En la recerca del castell del vampir Comte von Krolock, es perden enmig de la profunda neu de la tempesta (HE, HO, HE). Mig gelats, finalment arriben a un poble solitari i troben l'hostal.
Allà, els grangers i llenyataires canten les delícies de l'all (Knoblauch), que fa que els Professor Abronsius sospiti que finalment han arribat al seu destí, però els habitants del poble neguen que aquest castell existeixi. A la cambra del costat de la dels hostes, que l'hostaler jueu Chagal mostra als hostes, hi ha un bany on la bonica filla de Chagal, Sarah, s'està banyant. Per l'Alfred és amor a primera vista i a Sarah també li agrada el jove (Bitte, Meine Herren).
Com a pare de Sarah, Chagal pateix per la innocència de la seva filla. Per estar al costat segur, bloqueja la porta del seu dormitori (Eine Schöne Tochter Ist Ein Segen). Mentre que Sarah i Alfred somien per separat amb l'altre (Nie Geseh'n), Chagal s'esmuny per la foscor cap a la seva minyona, Magda, amb la que té un afer. Rebecca, la determinada esposa de Chagal, s'adona que el seu marit ha marxat del llit. S'arma amb una llonganissa i intenta revenjar-se'n, però per error colpeja al professor. Finalment, quan tothom està adormit, una ombra sinistra cau sobre l'hostal. El Comte von Krolock revela que té l'ull posat sobre Sarah. (Gott Ist Tot).
L'endemà, el Professor Abronsius intenta esbrinar que saben els hostalers sobre els vampirs. La seva investigació només té el silenci per resposta. Quan el geperut Koukol apareix per buscar unes espelmes, tots es posen nerviosos i això fa que el Professor Abronsius intueixi que és el servent del vampir. Està determinat a trobar la veritat. (Wahrheit). Un intens flirteig pren lloc entre Alfred i Sarah. Sarah està en contra que ningú més faci servir la cambra de bany on ella li agrada banyar-se apassionadament (Du Bist Wirklich Sehr Nett). Alfred l'observa pel forat del pany i és testimoni de com el Comte von Krolock apareix per una finestra i convida Sarah al ball anual de mitjanit al seu castell ( Einladung Zum Ball). Alfred dona l'alarma perquè el Professor Abronsius i Chagal vinguin de pressa, però el vampir ja s'ha esvaït. Més tard, Alfred canta una ardent cançó sota la finestra de Sarah ( Draußen ist Freiheit ). Però Sarah ha sortit una mica abans de la seva cambra per recollir un present del Comte, que el geperut Koukol ha deixat al jardí nevat. Quan descobreix a Alfred, ell pensa que Sarah ha baixat per ell. Sarah envia Alfred amb una excusa i obre el regal: és un parell de botes vermelles. Sarah se les posa i somia en ser l'admirat centre del ball ( Die Roten Stiefel ). Abans que Alfred torni, Sarah fuig: vol anar al castell. Al crida i desperta a Chagal a la casa. Aquest surt corrent darrere la seva filla i deixa la desesperada Rebecca al darrere.
L'endemà els llenyataires porten el gelat i rígid cadàver de Chagal a l'hostal ( Trauer Um Chagal). El Professor Abronsius estableix professionalment que l'hostaler pot haver esdevingut un vampir. Suggereix clavar una estaca al cor per tal que Chagal no sigui un membre dels no–morts. Rebecca ho impedeix i fa marxar al caçador de vampirs. A la nit, Magda va cap a la cambra per tal de veure a Chagal i veu com la mort l'ha canviat totalment ( Tot Zu Sein ist Komisch). Mentre que es gira, el cos torna a la vida. Chagal la seva minyona i la mossega al coll. Llavors posa a la morta Magda sota el llençol que el tapava i té el temps just d'amagar-se sota la taula abans que tornin el Professor Abronsius i Alfred. Estan a punt de perforar el cor sota el llençol. Al darrer moment s'adonen del que ha passat. Es troben i vencen a Chagal. Els demana un favor i suggereix que pot acompanyar als estrangers al castell, si el deixen.
Marxen immediatament (Durch Die Wildnis Zum Schloß). De camí, Chagal fuig, però Alfred i el Professor Abronsius troben el castell. Estan a l'esplèndid portal, quan el Comte von Krolock apareix. Dona la benvinguda als forasters i els convida a ser els seus hostes i, per la consternació d'Alfred, el Professor Abronsius accepta. El fill del Comte, el marieta Herbert, també apareix per rebre'ls. Està molt content de tenir un company de jocs en Alfred. Von Krolock intenta parlar amb Alfred en privat i intenta atraure'l fora d'Abronsius. Li diu que el professor és un vell boig que no té ni idea dels desigs i necessitats d'un jove com Alfred. Al moment, Von Krolock s'ofereix a si mateix com un amic paternal. Insinua que pot dirigir Alfred cap a Sarah (Vor Dem Schloß/Finale erster Akt).
Segon Acte
Sarah es troba a si mateixa al castell. Vaga per les sales amb inquietud i troba al Comte (Totale Finsternis). El senyor dels vampirs veu el coll de la noia i s'afanya per mossegar-la, però resisteix, esperant al ball que se celebrarà la propera nit.
Alfred té un horrible malson (CARPE NOCTEM). Es lleva i decideix salvar Sarah. Abans que pugui anar a buscar-la, ha d'acompanyar al Professor Abronsius al panteó del castell (Ein Perfekter Tag). Llavors descobreixen els sepulcres del Comte i els seus fills. Al baixar a la cripta, el Professor Abronsius queda agafat amb la fusteria i no es pot alliberar a si mateix. Alfred, que ha aconseguit baixar, obre els taüts i dirigeix les estaques cap al cor dels vampirs; però demostra ser totalment incapaç de fer aquesta tasca ( In Der Gruft).
Sense haver aconseguit res, Alfred torna a pujar les escales i allibera al Professor. Mentre que busquen una manera millor per baixar a la cripta, van a parar a la biblioteca del castell. Allà, el Professor Abronsius veu la col·lecció de llibres i oblida totalment la cacera del vampir ( Bücher, Bücher) Allà, Alfred sent cantar Sarah. Segueix el so de la veu i troba a Sarah a una esplèndida cambra de bany al castell. Ella seu a la banyera entusiasmada per la generositat del Comte i no escolta a Alfred quan li diu que fugi amb ell. Fa sortir a Alfred del lavabo perquè es vol vestir.
Alfred està desesperat. El seu amor per Sarah, això no obstant, no defalleix. Al contrari, promet fer el que sigui per ella i donar-li tot ( Für Sarah). Torna a la biblioteca per demanar consell al Professor Abronsius. El Professor encara està ocupat amb els llibres i com que no pot pensar en res millor, li diu al seu ajudant que fiqui el nas en un llibre (Noch Mehr Bücher). Alfred busca al the shelf at random ai comença a llegir “Avis per amants” ( Wenn Liebe In Dir Ist )
Allà hi troba un consell valent. I quan creu que torna a escoltar la veu de Sarah torna cap al bany. Però en lloc de Sarah es troba a Herbert esperant-lo. Al intenta en va fugir del davant del fill del Comte. Mentre que Herbert li ensenya com ballaran el vals de nit, el reflex d'Alfred cau sobre un mirall. Allà només es veu a si mateix, tot i tenir a Alfred al seu costat. Quan el vampir marieta sembla que té a la seva víctima i cau sobre ell, el Professor Abronsius el sorprèn llençant-se sobre Herbert i el colpeja amb el paraigües.
El Professor Abronsius i Alfred puja a les torres del castell. De sobte apareix el Comte vampir. No pretén admirar al professor. Un cop més, ordena a Alfred que se separi del Professor Abronsius i el segueixi ( Sie Irren, Professor ). Llavors s'esvaeix en la nit.
Buscant al cementiri des dels merlets del castell, el professor i el seu ajudant veuen com s'obren les tombes. Els no–morts dels segles passats retiren les seves làpides i perden la rigidesa dels seus membres per tal de marxar en una llarga processó cap al ball de mitjanit al castell ( Ewigkeit). Quan el cementiri és buit, Von Krolock apareix. Perdut en els seus pensaments, va de tomba en tomba. Recorda les nombroses amants que ha matat com a vampir i té consciència de la misèria de la seva existència. Cada vegada que troba la felicitat, la destrueix. Per més que intenta satisfer la seva gola, més gran esdevé. (Die Unstillbare Gier)
Mentrestant, el ball de mitjanit ha començat al Saló de Balls del castell. Alfred i el Professor Abronsius es vesteixen com a vampirs i es barregen amb els convidats. Von Krolock apareix i obre la festa amb l'anunci que aquest any hi haurà un ric banquet ( Tanzsaal).
Llavors presenta a Sarah. Balla amb ella i li mossega el coll (Gott Ist Tot / Totale Finsternis - Reprise). Durant el minuet següent, el Professor Abronsius estableix que Sarah ha resistit la sang perduda i que encara està viva. L'intent d'emportar-se-la falla quan els vampirs reconeixen als dos homes com a mortals perquè les seves imatges es reflecteixen al mirall. Von Krolock ordena als vampirs que li portin els intrusos, però Alfred i el Professor Abronsius fan una creu amb dos canelobres i els vampirs, espantats, es retiren.
Més tard, Alfred, Sarah i el Professor Abronsius caminen a través del paisatge gelat de Transsilvània. Quan han escapat a la seguretat, descansen. (Draußen Ist Freiheit – Reprise) Mentre que el Professor s'entreté amb notes sobre la perillosa expedició pel seu treball científic, Alfred i Sarah es fonen amb una abraçada... i el que sembla un final feliç és l'inici de la dominació del món pels vampirs ( Der Tanz Der Vampire).

## Personatges
| Personatge                                                  | Veu                  | Viena 1997       | Actor (NY)       |
| ----------------------------------------------------------- | -------------------- | ---------------- | ---------------- |
| Graf Von Krolock, el poderós i seductor senyor dels vampirs | baríton              | Steve Barton     | Michael Crawford |
| Sarah, la jove filla del posader Chagal                     | soprano              | Cornelia Zenz    | Mandy Gonzalez   |
| Professor Abronsius, un caçador de vampirs                  | baríton              | Gernot Kranner   | Rene Auberjonois |
| Alfred, el jove ajudant del Professor Abronsius             | tenor                | Aris Sas         | Max von Essen    |
| Chagal, un posader jueu i pare sobreprotector de Sarah      | baríton              | James Sbano      | Ron Orbach       |
| Magda, la minyona bonica de l'hostal de Chagal              | mezzosoprano-soprano | Eva Maria Marold | Leah Hocking     |
| Rebecca, la patidora esposa de Chagal                       | mezzosoprano-soprano | Anne Welte       | Liz McCartney    |
| Herbert, el fill homosexual del comte                       | tenor                | Nik              | Asa Somers       |
| Koukol, el servent geperut del comte                        |                      | Torsten Flach    | Mark Price       |

## Cançons

### Versió original en alemany
| Primer Acte - Ouverture (Overture) - He, Ho, He (Hey Ho Hey) - Knoblauch (Garlic) - Bitte, Meine Herren (Please, Gentlemen) - Eine Schöne Tochter Ist Ein Segen (A Beautiful Daughter Is A Blessing) - Nie Geseh'n (Never Seen) - Gott Ist Tot (God Is Dead) - Alles Ist Hell (Everything's Bright) - Wahrheit (Truth) - Du Bist Wirklich Sehr Nett (You're Really Very Nice) - Einladung Zum Ball (Invitation To The Ball) - Draußen ist Freiheit (Outside Is Freedom) - Die Roten Stiefel (The Red Boots) - Vienna production - Stärker Als Wir Sind (Braver Than We Are) - All productions from Stuttgart onwards - Trauer Um Chagal (Mourning For Chagal) - Tot Zu Sein ist Komisch (To Be Dead Is Strange) - Durch Die Wildnis Zum Schloß (Through The Wilderness To The Castle) - Vor Dem Schloß (In Front Of The Castle) | Segon Acte - Totale Finsternis (Total Eclipse) - Carpe Noctem (Carpe Noctem) - Ein Perfekter Tag (A Perfect Day) - In Der Gruft (In the Tomb) - Bücher, Bücher (Books, Books) - Für Sarah (For Sarah) - Noch Mehr Bücher (More Books) - Wenn Liebe In Dir Ist (When Love Is Inside You) - Sie Irren, Professor (You're Wrong, Professor) - Ewigkeit (Eternity) - Die Unstillbare Gier (The Insatiable Greed) - Tanzsaal (The Ballroom) - Draußen Ist Freiheit - Reprise (Outside Is Freedom - Reprise) - Der Tanz Der Vampire (The Dance Of The Vampires) |

### Versió de Broadway
| Primer Acte - Overture - Angels Arise - God Has Left The Building - Original Sin - Garlic - Logic - There's Never Been A Night Like This - Don't Leave Daddy - The Invitation - Forever More In The Night - Death Is Such An Odd Thing - Braver Than We Are - Red Boots Ballet - Say A Prayer - Come With Me | Segon Acte - Vampires In Love - Books, Books - Carpe Noctem - For Sarah - Death Is Such An Odd Thing - Reprise - When Love Is Inside You - Eternity - Confessions Of A Vampire - The Ball - You Will Live Forever - Braver Than We Are - Reprise - Dance Of The Vampires |